# Premis Saint-Michel
Els Premis Saint-Michel són una sèrie de premis de còmic entregats a Brussel·les, i enfocats als còmics franco-belgues. Foren atorgats per primer cop el 1971, i tot i que sovint s'ha dit que eren els premis de còmics europeus més antics, són de fet els segons premis de còmics més antics d'Europa després dels Premis Adamson. La seva trajectòria ha estat bastant erràtica, amb una pausa llarga entre 1986 i 2002.
El jurat dels Premis Saint-Michel està format per professionals de la indústria del còmic, incloent editors i artistes.

## 1971
- Gran Premi Saint-Michel: Edgar Pierre Jacobs[2]
- Millor obra realista: Victor Hubinon
- Futur (còmic): Dany

## 1972
- Gran Premi Saint-Michel: Morris[3]
- Millor obra realista: Les Conquérants du Mexique per Jean Torton
- Millor dibuixant europeu: Bonvi (Franco Bonvicini), per Sturmtruppen[4]

## 1973
- Gran Premi Saint-Michel: Hergé[5]
- Millor obra còmica: Berck
- Premi: Comanche Per Hermann, Le Lombard
- Premi: Peyo, pels Barrufets
- Millor documentació i recerca: Jacques Devos

## 1974
- Gran Premi Saint-Michel: Jacques Laudy
- Millor còmic: Yoko Tsuno: La Forja de Vulcain per Roger Leloup, Dupuis
- Millor Còmic (ex aequo): Buddy Longway: Chinook per Derib, Le Lombard
- Millor obra realista: Corentin: Le royaume des eaux noirs per Paul Cuvelier
- Millor guió realista: Hugo Pratt
- Millor guió satiric: Le sergent Laterreur per Fridman
- Millor obra satirica: Rififi per Mouminoux
- Millor obra còmica: Le sergent Laterreur per Touis
- Millor guió humorístic: Nero: Het lachvirus per Marc Sleen, Standaard Uitgeverij
- Innovació: Somnis de Rock per Guy Peellaert
- Millor artista estranger: La vie au grand air per Jean-Marc Reiser
- Premi: La Planète Sauvage Per Roland Topor

## 1975
- Gran Premi Saint-Michel: Jijé[6]
- Millor còmic d'humor: Sammy: Les gorilles font les fous per Berck (artista) i Raoul Cauvin (autor), Dupuis
- Millor obra realista: Claude Auclair
- Autor revelació: René Follet
- Premi de CABD: Jacques Stocquart
- Premi: Sirius

## 1976
- Millor Guió: Chevalier ardent: La dame des sables per François Craenhals, Casterman
- Futur: Jonathan per Cosey, Le Lombard
- Futur (ex aequo): Docteur Poche: Il est minuit, docteur Poche per Marc Wasterlain, Dupuis
- Premi: Wladimir Per Carlos Roque, Dupuis

## 1977
- Millor artista estranger: Jacques Tardi[7]
- Futur: Serge Ernst

## 1978
- Gran Premi Saint-Michel: Yvan Delporte
- Millor guió: Histoire sans héros per Jean Van Hamme, Le Lombard
- Millor guió humorístic: Christian Godard
- Futur: Frédéric Jannin
- Premi: Le goulag Part 1 per Dimitri, Le Square

## 1979
- Gran Premi Saint-Michel: Cosey[8]
- Millor obra realista: Thorgal: L'île des mers gelées per Rosinski, Le Lombard
- Millor guió humorístic: Bidouille et Violette per Bernard Hislaire, Dupuis
- Millor guió humorístic (ex aequo): Docteur Poche: L'île des hommes-papillons per Marc Wasterlain, Dupuis

## 1980
- Gran Premi Saint-Michel: Didier Comès[9]
- Millor guió: Jean Van Hamme
- Premi: Jeremiah per Hermann, Le Lombard
- Millor artista humorístic: André Geerts

## 1981
- Gran Premi Saint-Michel: Pastiches per Roger Brunel
- Millor còmic: Le Bal du Rata mort FR per Jean-François Charles i Jan Bucquoy
- Millor artista estranger: Joost Swarte
- Millor obra humorística: Robin Dubois: Dites-le avec des gags! Per Turk, Le Lombard

## 1982
- Gran Premi Saint-Michel: Franz Drappier
- Premi: Jean-Claude Servais
- Millor còmic: Bob Fish per Yves Chaland

## 1983
- Millor Còmic: La Belette per Didier Comès, Casterman
- Millor Còmic (ex aequo): Thorgal: Au-delà des ombres per Rosinski (artista) i Jean Van Hamme (autor), Le Lombard
- Millor artista humorístic: Serge Ernst

## 1984
- Gran Premi Saint-Michel: Jeanette Pointu: Le dragon vert per Marc Wasterlain, Dupuis

## 1986
- Gran Premi Saint-Michel: Sambre per Yslaire, Glénat

## 2002[10]
- Gran Premi Saint-Michel: Hermann
- Millor autor (llengua francesa): Jacamon
- Millor autor (llengua neerlandesa): Luc Cromheecke
- Millor obra: Jean-François Charles
- Millor guió: Richelle
- Premi de la premsa: Miralles per Jean Dufaux
- Premi Iris: Le marquès D'Anaon: L'île de Brac per Matthieu Bonhomme I Fabien Vehlmann, Dargaud

## 2003
- Gran Premi Saint-Michel: Jacques Martin
- Millor autor (llengua francesa): Juanjo Guarnido
- Millor autor (llengua neerlandesa): Jan Bosschaert
- Millor obra: Jean-Mouis Mourier
- Millor guió: André-Paul Duchâteau
- Premi de la premsa: Yves Swolfs
- Futur: Le voyageur per Etienne Jung
- Joventut (llengua francesa): Jojo per André Geerts
- Joventut (llengua neerlandesa): Roboboy per Luc Cromheecke

## 2004
- Gran Premi Saint-Michel: Grzegorz Rosińesquí
- Millor còmic (llengua francesa): Ou le consideració ne porte pas per Olivier Pont i George Abolin
- Millor còmic (llengua neerlandesa): De bewaker van de lans (part 3) per Ersel i Ferry.
- Millor obra: Muchacho per Emmanuel Lepage
- Millor guió: Du plomb dans la tête per Matz
- Millor Sèrie internacional: Donjon per Sfar i Trondheim
- Sèries finalistes: Betelgeuse per Léo, Capricorne per Andreas, Le Choucas, Les Coulisses du pouvoir, Le Cri du peuple, Djinn, Fog, Jerôme K. Jerome Bloche per Dodier i Makyo, Ludo, Les Olives Noires, Persepolis per Marjane Satrapi, Sambre per Yslaire, Mercant, Le Tueur, i Bouncer per François Boucq i Alejandro Jodorowsky.
- Premi de la premsa: Peyo l'enchanteur per Hugues Dayez
- Futur: Dido: Le trophée d'effroi per Fahar
- Joventut: L'élève Ducobu: Miss 10 sur 10 per Godi i Zidrou
- Públic: Armelle et l'oiseau per Antoine Dode
- Il·lustració: Martine per Marcel Marlier, Casterman

## 2005
- Gran Premi Saint-Michel: Jean Graton
- Prestigi: Albert Uderzo
- Millor còmic (llengua francesa): A l'ombre des bougainvillées per Jean-François Charles i Maryse Charles
- Millor còmic (llengua neerlandesa): Bye, bye, Kluit per Vincent
- Millor obra: Terra Incognita per Floc'h
- Millor guió: Le tour de valse per Lapière
- Premi de la premsa: Les éditeurs de Bande Dessinée per Thierry Bellefroid, Niffle
- Futur: Fishermen story: En attendant Hemingway per Konior, Caravelle
- Joventut: Game Over: Blork raider per Midam i Adam
- Millor sèrie: Lincoln per Jouvray

## 2006
- Gran Premi Saint-Michel: Lambil

- Jean Van Hamme
- François Walthéry
- Jacques Tardi
- André Juillard
- Millor còmic (llengua francesa): Shandy 2: Le dragon d'Austerlitz, Bertail i Matz, Delcourt

- Seuls 1: Disparition'Het belang van Ernst, Bruno Gazzotti i Fabien Vehlmann, Dupuis
- Vengeance du comte Skarbek 2: Un coeur de bronze, Grzegorz Rosińskí i Yves Sente, Dargaud
- Alim le tanneur 2: Le vent de l'exil, Virginie Augustin i Wilfrid Lupano, Delcourt
- Combat ordinaire 3: Ce qui est précieux, Emmanuel Larcenet, Dargaud
- Sur les traces de Dracula 1: Vlad l'empaleur, Hermann i Yves H., Casterman
- Lune d'argent sur providence 1: L'enfants de l'abime, Éric Hérenguel, Glénat
- Millor còmic (llengua neerlandesa):, Tom Bouden

- Vlad 7: 15 novembre, Griffo i Yves Swolfs, Le Lombard
- XIII 17: L'or de Maximilien, William Vance i Jean Van Hamme, Dargaud
- Suske en Wiske, Willy Vandersteen, Standaard Uitgeverij
- Millor obra: Révélations 2, Ramos i Jenkins, Soleil

- Shandy 2: Le dragon d'Austerlitz, Bertail i Matz, Delcourt
- Murena 5: La déesse noire, Philippe Delaby i Jean Dufaux, Dargaud
- Le ciel au-dessus de Bruxelles 1: Avant, Yslaire, Futuropolis
- Messire Guillaume 1: Contrées lointaines, Bonhomme i Bonneval, Dupuis
- Shelena 1, René Follet i Jéromine Pasteur, Casterman
- Millor guió: Le ciel au-dessus de Bruxelles 1: Avant, Yslaire, Futuropolis

- Protecto 1: La fabrique des mères éplorées, Matteo i Zidrou, Dupuis

- Quintett 3: Histoire d'Elias Cohen, Cuzor i Giroud, Dupuis
- Lune d'argent sur providence 1: L'enfants de l'abime, Éric Hérenguel, Glénat
- Combat ordinaire 3: Ce qui est précieux, Emmanuel Larcenet, Dargaud
- Mr Mardi Gras descendres 4: Le vaccin de la resurrection, Eric Libergé, Dupuis
- Les petits ruisseaux 1, Pascal Rabaté, Futuropolis
- Premi de la premsa: Morris, Franquin, Peyo et le dessin animé, Philippe Capart i Dejasse, L'an 2

- Dino Attanasio, 60 ans de BD, Dino Attanasio, Coulon i De Kuyssche, Dargaud
- Sir Arthur Benton, Wannsee 1942, Perger i Tarek, Proust
- René Goscinny, première vue d'un scénariste de génie, Chatenet i Marmonnier, De La Martinie
- Periode glacière, Nicolas De Crécy, Futuropolis
- Jack Palmer, l'affaire du voile, René Pétillon, Albin Michel
- Futur: Alim le tanneur 2: Le vent de l'exil, Virginie Augustin i Wilfrid Lupano, Delcourt

- Sir Arthur Benton, Wannsee 1942, Perger i Tarek, Proust
- Achtung Zelig 1, Krzysztof Gawronkiewicz i Rosenberg, Casterman
- Còdex angélique 1: Izael, Mikaël Bourguion i Thierry Gloris, Delcourt
- Cross fire 2: Au service secret de sa sainteté, Pierre-Mony Chan i Sala, Soleil
- Joventut: Blagues de Toto 4: Tueur à gags, Thierry Coppée, Delcourt

- Kid Paddle 10: Dark j'adore, Midam, Dupuis
- Démons d'Alexia 3: Yorthopia, Ers i Dugomier, Dupuis
- Spirou et Fantasio 48: L'homme qui ne voulait pas mourir, José-Luis Munuera i Jean-David Morvan, Dupuis
- Voyage d'Esteban 1: Baleinier, Bonhomme, Milà
- Ratafia 2: Un zèle imbecile, Frédéric Salsédo i Nicolas Pothier, Treize étrange

## 2007
- Gran Premi Saint-Michel: Marcel Gotlieb

- André Juillard
- Régis Loisel
- Jacques Tardi
- Jean Van Hamme
- Prestigi: Willy Vandersteen
- Millor còmic (llengua francesa): Les Cinq conteurs de Bagdad, Frantz Duchazeau i Fabien Velhmann, Dargaud

- La Guerre des Sambre 1: Hugo & Iris, Jean Bastide i Vincent Mezil, Glénat – Futuropolis
- Le Sang des Porphyre 1: Soizik, Joël Parnotte i Balac, Dargaud
- Magasin général 2: Serge, Régis Loisel i Jean-Louis Tripp, Casterman
- Miss pas touche 2: Du sang sur les mains, Kerascoët i Hubert, Dargaud
- Muchacho 2, Emmanuel Lepage, Dupuis
- Millor còmic (llengua neerlandesa): De Maagd en de Neger, papa en Sofie, Judith Vanistendael, De Harmonie - Oog & Blik

- Suske en Wiske 292: De Nachtwachtbrigade, Luc Morjeau i Peter Van Gucht, Standaard Uitgeverij
- De Rode Ridder 214: De regensteen, Claus Scholtz i Martin Lodewijk, Standaard Uitgeverij
- Kaamelott 1: De heerscharen van de dood, Steven Dupré i Alexander Astier, Casterman
- De bewaker van de lans 5: De erfgenamen, Ersel i Ferry, Glénat
- Millor obra: Sur les traces de Dràcula 3: Transylvania, Dany, Casterman

- Le ciel au-dessus de Bruxelles 2: Après, Yslaire, Futuropolis
- Le vent dans les sables 2: étranges étrangers, Michel Plessix, Delcourt
- Magasin général 2: Serge, Régis Loisel i Jean-Louis Tripp, Casterman
- Muchacho 2, Emmanuel Lepage, Dupuis
- Murena 6: Le sang des bêtes, Philippe Delaby, Dargaud
- Millor guió: Sir Arthur Benton 3: l'Assaut final, Tarek, Emmanuel Proust

- Largo Winch 15: Les yeux des gardiens du tao, Jean Van Hamme, Dupuis
- Le complexe du chimpanze 1: Paradoxe, Richard Marazano, Dargaud
- Le janitor 1: l'Ange de Malte, Yves Sente, Dargaud
- Quintett 4: Histoiure de Nafsika Vasli, Franc Giroud, Dupuis
- RG 1: Riyad-sur-Seine, Pierre Drac, Gallimard
- Premi de la premsa: Arnest Ringard et Augraphie, Frédéric Jannin i Yvan Delporte, Marsu Productions

- Bruxelles métropole 1: Ville haute, Pablo Santander i Jean-François Di Giorgio, Glénat
- Gotlib 1: Ma vie en vrac, Gotlib, Flammarion
- Le Bouddha d'azur 2, Cosey, Dupuis
- Le retour à la terre 4: Le déluge, Manu Larcenet i Jean-Yves Ferri, Dargaud
- Les noëls de Franquin, André Franquin i Yvan Delporte, Marsu Productions
- Futur: La Guerre des Sambre 1: Hugo & Iris, Jean Bastide i Vincent Mezil, Glénat - Futuropolis

- La licorne 1: Le dernier temple d'Asclepios, Anthony Jean i Mathieu Gabella, Delcourt
- Le grand siècle 1: Alphonse, Andriveau Simon, Delcourt
- Le monde selon François 1: Le secret des écrivains, Renaud Collin i Vincent Zabus, Dupuis
- Le trone d'argile 2: Le pont de Montereau, Theo Caneschi i Nicolas Jarry, Delcourt
- Orbital 2: Ruptures, Serge Pelle i Sylvain Runberg, Dupuis
- Joventut: Nävis: Latitzoury, José-Luis Munuera i Jean-David Morvan, Delcourt

- Basil et Victoria 5: Ravenstein, Edith i Yann, Les Humanoïdes Associés
- Jojo 16: Jojo vétérinaire, André Geerts, Dupuis
- Le monde selon François 1: Le secret des écrivains, Renaud Collin i Vincent Zabus, Dupuis
- Le voyage d'Esteban 2: Traqués, Mathieu Bonhomme, Milan
- Ma maman ... 1: Est en Amérique et elle un rencontrée Buffalo Bill, Emile Bravo i Jean Regnaud, Gallimard

## 2008
- Gran Premi Saint-Michel: Raoul Cauvin

- Christophe Arleston
- Moebius
- Jean Van Hamme
- François Walthéry
- Millor còmic (llengua francesa): Spirou hors série 4: Revista d'un ingénu, Emile Bravo, Dupuis

- Bois des vierges 1, Béatrice Tillier i Jean Dufaux, Robert Laffont
- De Gaule a la page, Jean-Yves Ferri, Dargaud
- Il était une fois en France 1: L'empire de monsieur Joseph, Sylvain Vallée i Fabien Nury, Glénat
- Les aigles de Rome 1, Enrico Marini, Dargaud
- Miss Endicott 1 i 2, Xavier Fourquemin i Jean-Christophe Derrien, Lombard
- Sang des porphyre 2: Konan, Joel Parnotte i Balac, Dargaud
- Millor Còmic (llengua neerlandesa): Jump 1-3, Charel Cambré, Standaard Uitgeverij

- De eenzame snelweg: En het spoor van..., Raoul Deleo i Auke Hulst, Meulenhoff
- De Furox 1: Diaspora, Simon Spruyt, Bries
- Havank 1: Hoofden op hol, Daan Jippes i Van d'HF Der Kallen, Luitingh-Sijthoff
- Het jaar van de olifant 3-6, Willy Linthout, Bries
- Meccano 10: De ruwe gids, Hanco Kolk, De Harmonie
- Millor obra: La Quête de l'oiseau du temps 2: Le grimoire des dieux, Mohamed Aouamri, Dargaud

- Bois des vierges 1, Béatrice Tillier, Robert Laffont
- Bouncer 8: La veuve noire, François Boucq, Humano
- La femme Accident 1, Olivier Grenson, Dupuis
- Les aigles de Roma 1, Enrico Marini, Dargaud
- Pêches mignons 2: Chasse à l'homme, Arthur De Pins, Fluide Glacial
- Sang des porphyre 2: Konan, Joel Parnotte, Dargaud
- Spirou hors série 3: Tombeau des Champignac, Fabrice Tarrin, Dupuis
- Millor guió: Il était une fois en France 1: L'empire de monsieur Joseph, Fabien Nury, Glénat

- Coeur des batailles 1 i 2, Jean-David Morvan, Delcourt
- Pascal brutal 2: Male dominant, Riad Sattouf, Fluide
- RG 2: Bangkok-Belleville, Pierre Dragon, Gallimard
- Sept missionaires 4, Alain Ayroles, Delcourt
- Spirou hors série 4: Journal d'un ingénu, Emile Bravo, Dupuis
- Tanatos 1: L'année sanglante, Didier Convard, Glénat
- Tiffany 2: Célestine T 1867, Yann, Delcourt
- Premi de la premsa: J'étais Tintin au cinéma, Hergé i Jean-Pierre Talbot, Jourdan

- De Gaule Un la page, Jean-Yves Ferri, Dargaud
- Franquin: Chronolgie d'un oeuvre, André Franquin, Bocquet i Verhoest, Marsu Productions
- RG 2: Bangkok-Belleville, Frederik Peeters i Pierre Dragon, Gallimard
- La véritable histoire de Futuropolis 1: 1972 - 1994, Florence Cestac, Dargaud
- Voyaguer de Troy: Entretien avec Arleston, Christophe Arleston i Thierry Bellefroid, Soleil
- Futur: Lawrence d'Arabie 1: La revolte arabe, Alexis Horellou i Tarek, Emmanuel Proust

- Le monde selon François 2: Les amants éternels, Renaud Collin i Vincent Zabus, Dupuis
- Pêches mignons 2: Chasse à l'homme, Arthur De Pins, Fluide Glacial
- Taiga Coloret 1, Vincent Perriot i Arnaud Malherbe, Dupuis
- La ligne de fuite, Benjamin Flao i Christophe Dabitch, Futuropolis
- Joventut: Démons d'Alexia 4: Le syndrôme de Salem, Benoît Ers i Dugomier, Dupuis

- Jacques le petit lézard géant 1, Libon, Dupuis
- Jojo 17: Confisqué, André Geerts, Dupuis
- Le monde selon François 2: Les amants éternels, Renaud Collin i Vincent Zabus, Dupuis
- Seuls 3: Le clan du requin, Bruno Gazzotti i Fabien Vehlmann, Dupuis
- Spirou hors série 3: Tombeau des Champignac, Fabrice Tarrin, Dupuis

## 2009
- Gran Premi Saint-Michel: Jean Van Hamme
- Millor còmic (llengua francesa): Il était une fois en França, Fabien Nury i Sylvain Vallée, Glénat
- Millor còmic (llengua neerlandesa): Kaamelott, Steven Dupré, Casterman
- Millor obra: Long John Silver 2: Neptune, Mathieu Lauffray, Dargaud
- Millor obra (ex aequo): XIII Misteri 1: La mangouste, Ralph Meyer, Dargaud
- Millor guió: Lulu femme nue, Etienne Davodeau, Futuropolis
- Premi de la premsa: Marzi: La bruit des vi!lles, Sylvain Savoia, Dupuis
- Futur: Pico Bogue: Situacions critiques, Dominique Roques i Alexis Dormal, Dargaud
- Joventut: Légende de Changeling: Le croque-mitaine, Xavier Fourquemin i Pierre Dubois, Le Lombard

## 2010
- Gran Premi Saint-Michel: André-Paul Duchâteau
- Millor còmic (llengua francesa): Quai d'Orsay 1, Christophe Blain i Abel Lanzac, Dargaud

- Bouncer 7, François Boucq i Alejandro Jodorowsky, Humanoïdes
- Il était une fois en France 3, Sylvain Vallée i Fabien Nury, Glénat
- Long John Silver 3, Matthieu Lauffray i Xavier Dorison, Dargaud
- Rebetiko 1, David Prudhomme, Futuropolis
- Millor còmic (llengua neerlandesa): Boerke 6, Pieter de Poortere, Oog en Blik

- Apostata 2, Ken Broeders, Standaard Uitgeverij
- De telescoop, Paul Teng i Jean Van Hamme, Casterman
- Het jaar van de olifant 2, Willy Linthout, Catullus
- Playin' Smilin' Fightin' Cookin', Philippe Paquet i escriptors diferents, Bries
- Millor obra: Le dernier des Mohicains, Cromwell, Soleil

- Bois Maury 14, Hermann, Glénat
- Murena 7, Philippe Delaby, Dargaud
- Siegfried 2, Alex Alice, Dargaud
- Chat qui courait sur les toits, René Hausman, Lombard
- Millor guió: Lefranc 28, Michel Jacquemart, Casterman

- Ethan Ringler 5, Denis-Pierre Filippi, Dupuis
- Il était une fois en France 3, Fabien Nury, Glénat
- Long John Silver 3, Xavier Dorison, Dargaud
- Signe de la lune, Enrique Bonet, Dargaud
- Premi de la premsa: Pour l'empire 1, Merwan i Bastien Vives, Dargaud

- Encyclopédie de la féerie 1, Mohamed Aouamri i Pierre Dubois, Dargaud
- Putain de guerre intégrale 2, Jacques Tardi i Jean-Pierre Verney, Casterman
- Ben Laden Dévoilé, Philippe Bercovici i Mohamed Sifaoui, 12 Bis
- Yvan Delporte: rédacteur en chef, Christelle i Bertrand Pissavy-Yvernault, Dupuis
- Futur: Magus 2, Annabel, Glénat

- Missi Dominici 1, Benoit Dellac i Thierry Gloris, Vents d'Ouest
- Talismà 2, Montse Martin i François Debois, Glénat
- Koryu d'Edo, Dimitri Piot, Glénat
- Joventut: Quatre de Bakerstreet 2, David Etien, Djian i Legrand, Vents d'Ouest

- Jerome K. Jerome Blôche 21, Alain Dodier, Dupuis
- Pico Bogue 3, Alexis Dormal i Dominiques Roques, Dargaud
- Une aventure de ... Spirou 6, Fabrice Parme i Lewis Trondheim, Dupuis
- Tamara 8, Christian Darasse i Zidrou, Dupuis

## 2011
- Gran Premi Saint-Michel: Philippe Delaby
- Millor còmic (llengua francesa):Sambre 6, Yslaire, Glénat

- Blacksad 4, Juanjo Guarnido i Juan Diaz Canales, Dargaud
- Matteo 2, Jean-Pierre Gibrat, Futuropolis
- Pàgina Noire, Ralph Meyer, Franc Giroud i Denis Lapière, Futuropolis
- Zombillenium 1, Arthur de Passadors, Dupuis
- Millor còmic (llengua neerlandesa): Ondergronds, Wauter Mannaert i Pierre De Jaeger, Oog & Blik

- Apache Junction 1, Peter Nuyten, Silvester
- Dickie 4, Pieter De Poortere, Glénat
- Grand Prix 2, Marvano, Dargaud
- Vincent van Gogh, Marc Verhaeghen i Jan Kragt, Eureducation
- Millor obra: Sept Cavaliers 3, Jacques Terpant, Delcourt

- Bois des Vierges 2, Beatrice Tillier, Delcourt
- Polina, Bastien Vives, Casterman
- XIII Misteri 3, Eric Henninot, Dargaud
- Yaxin 1, Camps d'Home, Soleil
- Millor guió: Altera Ego, Pierre-Paul Renders i Denis Lapière, Dupuis

- Il était une fois en France 4, Fabien Nury, Glénat
- Mezek, Yann, Lombard
- Les mondes de Thorgal: Kriss de Valnor 1, Yves Sente, Lombard
- La Mort de Staline: Une histoire vraie 1, Fabien Nury, Dargaud
- Premi de la premsa: Maurice Tillieux, Maurice Tillieux i Vincent Odin, Daniel Maghen

- La Mort de Staline: Une histoire vraie 1, Thierry Robin i Fabien Nury, Dargaud
- Spirou Dream Team, Simon Leturgie i Yann, Dupuis
- Venus Noire, Renaud Pennelle i Abdellatif Kechiche, Proust
- Futur: Khaal, Valentin Secher i Stephane Louis, Soleil

- Barracuda 1, Jeremy Petiqueux i Jean Dufaux, Dargaud
- Ondergronds, Wauter Mannaert i Pierre de Jaeger, Oog & Blik
- Les voyages de Lefranc, Olivier Weinberg, Jacques Martin e.Un., Casterman
- Joventut: Le royaume 3, Benoît Feroumont, Dupuis

- La légende du changeling 4, Xavier Fourquemin i Pierre Dubois, Lombard
- Maki 2, Fabrice Tarrin, Dupuis
- Mon pépé est un fantôme 4, Taduc i Nicolas Barral, Dupuis

## 2012
- Gran Premi Saint-Michel: Jean-François Charles
- Millor Còmic (llengua francesa): Le Mort de Staline, Fabien Nury i Thierry Robin
- Millor Còmic (llengua neerlandesa): Afspraak en Nieuwpoort, Ivan Adriaenssens
- Millor obra: Misteri de XIII: Coronel Amos, François Boucq
- Millor guió: Olympe de Gúbies, José-Louis Bocquet
- Premi de la premsa: Svoboda 2, Jean-Denis Pendanx i Kris
- Futur: Du vent sous les pieds emporte mes pas, Gaëtan Brynaert
- Joventut: Les Légendaires origines, Nadou
- Prestigi: Stelo Fenzo

## 2013
- Gran Premi Saint-Michel: Philippe Geluck
- Millor Còmic (llengua francesa): Il était une fois en França 6, Fabien Nury i Sylvain Vallée
- Millor Còmic (llengua neerlandesa): Amoras 1, Charel Cambré i Marc Legendre
- Millor obra: Le Loup des Mers, Riff Reb's
- Millor guió: Dent d'Ours 1, Yann
- Premi de la premsa: Marcinelle 1956, Sergio Salma
- Futur: La Peau de l'Ours, Oriol
- Joventut: Lou 6, Julien Neel

## 2014
- Grand Premi Saint Michel : Florence Cestac[11]
- Millor Còmic (llengua francesa) : Wilfrid Lupano i Paul Cauuet per Les Vieux Fourneaux
- Millor Còmic (llengua neerlandesa) : Serge Baeken per Sugar - Ma vie de chat
- Millor obra : Theo per Le Pape terrible, amb guió d'Alejandro Jodorowsky
- Millor guió : Stéphane Colman per Les Fantômes de Knightgrave, Choc Tome 1, amb dibuixos d'Éric Maltaite
- Premi de la premsa : Daniel Couvreur per ouvrage Belvision, un Hollywood européen i Patrick Gaumer per la seva monografia Rosinski
- Futur : Louise Joor per Kanopé
- Premi Humor/Joventut : Bruno Deqier per Louca

## 2015
- Grand Premi Saint Michel : François Walthéry
- Millor Còmic (llengua francesa) : Anne-Laure Bizot i Aurélien Ducoudray per Les Colombes de Grozny
- Millor Còmic (llengua neerlandesa) :
- Millor obra :
- Millor guió :
- Premi de la premsa :
- Futur :
- Premi Humor/Joventut :

## 2016
- Grand Premi Saint Michel : Milo Manara
- Millor Còmic (llengua francesa) :
- Millor Còmic (llengua neerlandesa) :
- Millor obra :
- Millor guió :
- Premi de la premsa :
- Futur :
- Premi Humor/Joventut :

## 2017
- Grand Premi Saint Michel : Philippe Berthet
- Millor Còmic (llengua francesa) :
- Millor Còmic (llengua neerlandesa) :
- Millor obra :
- Millor guió :
- Premi de la premsa :
- Futur :
- Premi Humor/Joventut :

## 2018
- Grand Premi Saint Michel : Jean-Claude Mézières
- Millor Còmic (llengua francesa) :
- Millor Còmic (llengua neerlandesa) :
- Millor obra :
- Millor guió :
- Premi de la premsa :
- Futur :
- Premi Humor/Joventut :

## 2019
- Grand Premi Saint Michel : François Boucq
- Millor Còmic (llengua francesa) :
- Millor Còmic (llengua neerlandesa) :
- Millor obra :
- Millor guió :
- Premi de la premsa :
- Futur :
- Premi Humor/Joventut :

## 2020
- Grand Premi Saint Michel :
- Millor Còmic (llengua francesa) :
- Millor Còmic (llengua neerlandesa) :
- Millor obra :
- Millor guió :
- Premi de la premsa :
- Futur :
- Premi Humor/Joventut :